# Zeche Saturn
Die Zeche Saturn ist ein ehemaliges Steinkohlenbergwerk in Bommern. Die Zeche lag östlich vom Muttental.

## Bergwerksgeschichte
Das Bergwerk war bereits im Jahr 1788 in Betrieb. Am 19. Juli des Jahres 1839 wurde östlich vom Muttental ein kleines Längenfeld verliehen. Am 20. Mai des Jahres 1862 konsolidierte die Zeche Saturn mit weiteren Zechen unterhalb der Erbstollensohle des St. Johannes Erbstollens zur Zeche Vereinigte Bommerbänker Tiefbau. Am 28. September des Jahres 1871 reichte die Zeche Glücksstern einen gemeinsamen Betriebsplan für die Zechen Saturn, Jupiter und Glücksstern beim Bergamt ein. Der Betriebsplan diente dem gemeinsamen Betrieb der drei bisher eigenständigen Bergwerke unter der Betriebsführung der Zeche Glücksstern. Im Jahr 1879 wurde das Grubenfeld der Zeche Saturn aus dem Feld Glücksstern gelöst. Die Zeche Saturn war noch bis zum Jahr 1881 in Betrieb. In diesem Jahr wurden mit zwölf Bergleuten 143 Tonnen Steinkohle gefördert. Im Jahr 1881 wurde die Zeche Saturn stillgelegt.